# Буркова, Лариса Матвеевна
Лари́са Матве́евна Бурко́ва (15 октября 1940, Камень-на-Оби, Алтайский край — 2 января 2004, Камень-на-Оби, Алтайский край) — советская актриса театра и кино. Заслуженная артистка РСФСР (1978).

## Биография
Родилась 15 октября 1940 года в городе Камень-на-Оби Алтайского края. В 1963 году окончила актёрский факультет Всесоюзного государственного института кинематографии. Молодую студентку заметил Василий Шукшин, и в 1964 году предложил ей роль в своём фильме «Живёт такой парень», который и сделал актрису известной, несмотря на то что она до этого снялась в 2 фильмах. Впоследствии Буркова снялась ещё в 16 фильмах.
В 1980-х годах Лариса Буркова перестала сниматься в кино и вернулась в Камень-на-Оби, где и скончалась 2 января 2004 года.

## Фильмография
1. 1961 — У крутого яра — колхозница
2. 1963 — Стёжки-дорожки — Марина
3. 1964 — Живёт такой парень — Катя Лизунова / француженка
4. 1964 — Застава Ильича — Шура, с подругой Тосей
5. 1965 — Знойный июль — Зоя
6. 1965 — Женщины — РСП?[источник не указан 1297 дней]
7. 1966 — Долгая счастливая жизнь — невеста пожарного
8. 1966 — Мальчик и девочка — официантка
9. 1967 — Происшествие, которого никто не заметил — зрительница на концерте
10. 1968 — Степень риска — мать больной девочки
11. 1969 — Мама вышла замуж — Вера, подруга Зины
12. 1969 — Пятеро с неба — Клавдия Ивановна Петрова
13. 1970 — Африканыч — Дарья
14. 1970 — Меж высоких хлебов — участница собрания
15. 1972 — Красные пчёлы — мама Верки
16. 1974 — Ещё не вечер — Валя
17. 1974 — Рождённая революцией — Серия 1:Трудная осень — баба на митинге, Серия 5:Шесть дней — эпизод
18. 1976 — Сладкая женщина
19. 1976 — Строговы — Устинья Пьянкова
20. 1977 — Убит при исполнении
21. 1978 — Завьяловские чудики — Ирина
22. 1979 — Вторая весна — Аграфена, доярка

## Признание и награды
- Заслуженная артистка РСФСР (1978)